# Caleta del Sebo
Caleta del Sebo ist – neben Pedro Barba – mit 716 Einwohnern (Stand: 2022) der größere der zwei Orte auf der  Kanareninsel La Graciosa, die etwa einen Kilometer nördlich vor Lanzarote im Atlantik liegt.

## Charakter

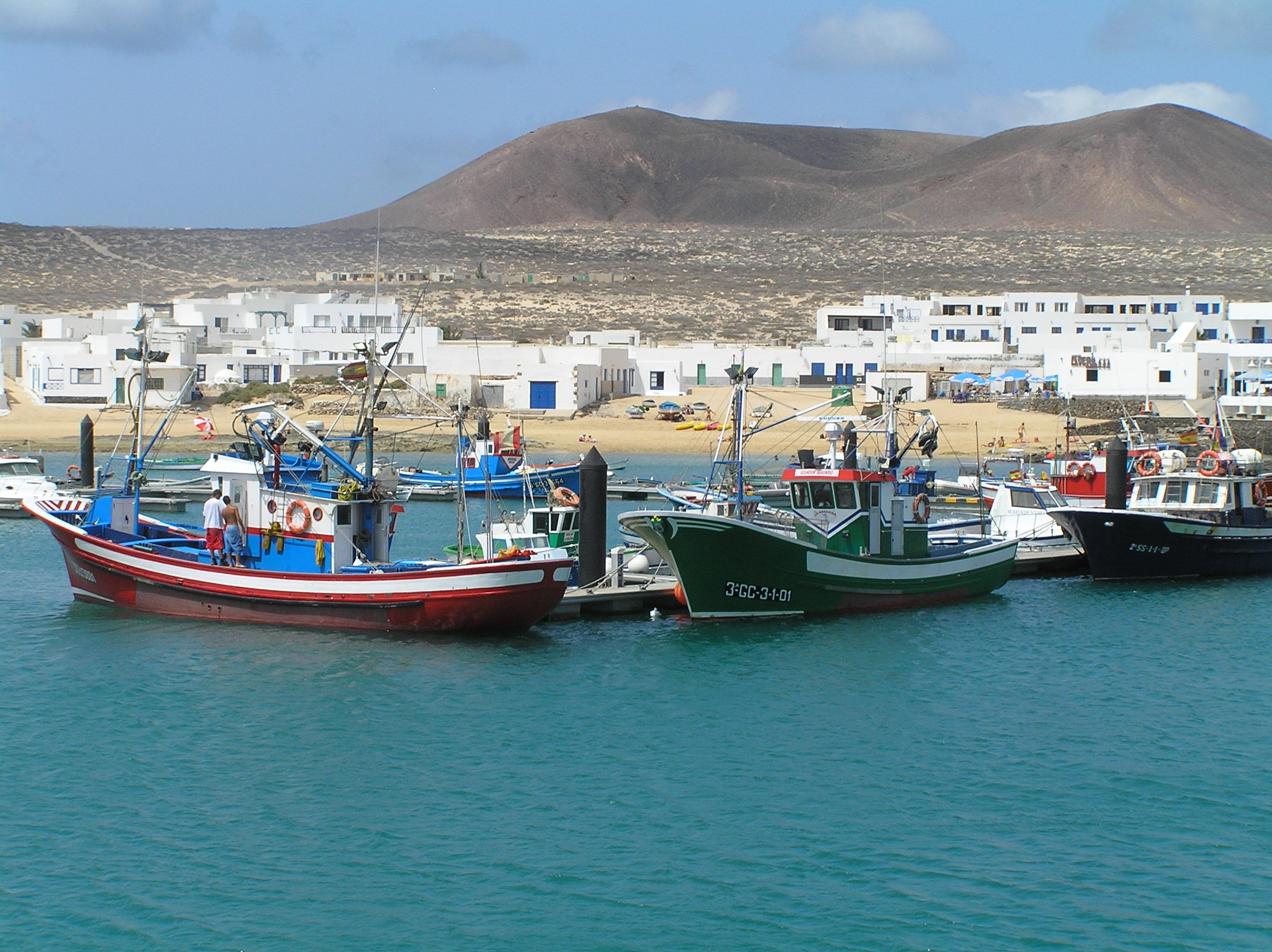
Teil des Hafens von Caleta del Sebo

1876 siedelten hier die ersten Menschen zum Bau einer Fischfabrik, in der frischer Fisch haltbar gemacht wurde. Caleta del Sebo, sowie der gesamte Chinijo-Archipel mit vier weiteren kleinen Inseln, wird von der Gemeinde Teguise auf Lanzarote verwaltet.
Es gibt hier einen kleinen Fischereihafen, in dem auch die Fähre von Órzola auf Lanzarote anlegt. Im ganzen Ort gibt es unter anderem Restaurants, Supermärkte, eine Poststelle, einen Geldautomaten, einen Arzt und eine Apotheke sowie Fahrradverleihe für die Touristen, die über Lanzarote die Insel erreichen können. In einer Art Gesamtschule werden etwa 60 Kinder unterrichtet. Zu Beginn des Schuljahres im Sommer 2008 ist die ehemalige Grundschule (Centro Escolar Infantil y Primaria) zur Gesamtschule (Centro de Educacion Obligatoria) hochgestuft worden. Befestigte Wege und Straßen gibt es nicht, aber auch nur einzelne Geländefahrzeuge. Man lebt hauptsächlich vom Fischfang und von den Tagestouristen. Einige Ferienwohnungen ermöglichen einen längeren Aufenthalt. Am westlichen Ortsausgang, am Playa del Salado, liegt ein Campingplatz.